# Natividad Valero Asensio
Natividad Valero Asensio (Zamora, 9 de diciembre de 1902 - Valladolid, 28 de julio de 2006, 103 años) fue la abuela materna del presidente del gobierno de España José Luis Rodríguez Zapatero y célebre por su longevidad. La otra abuela de Zapatero también llegó a ser centenaria muriendo a los 102 años.[cita requerida]